# Susitna River
Der Susitna River [su'sɪtnə] ist ein 503 Kilometer langer Zufluss des Cook Inlet im Süden des US-Bundesstaats Alaska.

## Verlauf
Der Fluss entspringt am Susitna-Gletscher am Mount Hayes (4216 m) in der Alaskakette und fließt an der Westseite der Talkeetna Mountains entlang. Bei Trapper Creek münden die Flüsse Chulitna River und Talkeetna River in den Susitna, der von dort an schiffbar ist. Acht Kilometer nördlich von Susitna mündet der Yentna River in den Susitna River. Etwa 40 Kilometer westlich von Anchorage mündet der Susitna River schließlich in das Cook Inlet.
Zusammen mit dem Matanuska River ist der Susitna River namensgebend für den Matanuska-Susitna Borough und das Matanuska-Susitna-Tal (englisch Matanuska-Susitna Valley, kurz Mat-Su) nördlich von Anchorage, eine der am dichtesten besiedelten Regionen Alaskas.
Der West Fork Susitna River wird vom West-Fork-Gletscher gespeist. Er fließt 21 Kilometer in südsüdöstlicher Richtung und mündet in den Susitna River etwa 30 Kilometer unterhalb des Susitna-Gletschers.
Der East Fork Susitna River wird von einem namenlosen Gletscher an der Südflanke der Alaskakette gespeist. Er fließt 25 Kilometer anfangs in westlicher, später in südwestlicher Richtung und mündet knapp oberhalb der Einmündung des West Fork Susitna River in den Susitna River.